# Emil Cioran
Emil Mihai Cioran (Rășinari, 8 de abril de 1911 — Paris, 20 de junho de 1995) foi um escritor e filósofo romeno radicado na França.
Em 1949, ao publicar "Précis de decomposition", passa a assinar E.M. Cioran, influenciado por E.M. Forster — esse "M" não tem nenhuma relação com outros nomes do filósofo (como Michel, Mihai, etc.)
Um dos melhores conhecedores da obra de Cioran é o filósofo espanhol Fernando Savater, e um de seus mais importante livros adentrando no pensamento dele é Ensayo sobre Cioran, de 1974. Ambos eram próximos, e o livro termina numa entrevista com o filósofo romeno, mostrando um pouco de seu lado pessoal.

## Biografia
Cioran nasceu em 1911, em Rășinari, Condado de Sibiu na Transilvânia, parte do território austro-húngaro na época. Seu pai, Emilian Cioran, era um padre ortodoxo romeno, enquanto a mãe, Elvira Cioran (sobrenome materno: Comaniciu) era originária de Veneţia de Jos, um povoado da comuna de Părău, próximo a Făgăraş. O pai de Elvira, Gheorghe Comaniciu, era tabelião e ganhou o título de barão pelas autoridades imperiais. Assim, pode-se dizer que Emil Cioran, em virtude da linhagem materna pertencia a uma pequena família de nobres na Transilvânia.
Após estudar ciências humanas no colégio Gheorghe Lazăr em Sibiu, Cioran começou a estudar filosofia na Universidade de Bucareste, aos 17 anos. Ao ingressar na universidade, aproximou-se de Eugène Ionesco e Mircea Eliade; os três permaneceriam amigos por muitos anos. Fez amizade com os futuros filósofos romenos Constantin Noica e Petre Țuțea durante o período em que receberam ensinamentos de Tudor Vianu e de Nae Ionescu. Cioran, Eliade e Țuțea tornaram-se adeptos das ideias de seu mestre Nae Ionescu — ou seja, uma corrente denominada trăirismo.
Absorvendo influências germânicas, seus primeiros estudos centralizaram-se em Immanuel Kant, Arthur Schopenhauer, e principalmente Friedrich Nietzsche. Tornou-se um agnóstico, tomando por axioma "a inconveniência da existência". Durante seus estudos na Universidade, Cioran também foi influenciado pelas obras de Georg Simmel, Max Stirner, Ludwig Klages e Martin Heidegger, e também pelo filósofo russo Lev Shestov, que aliou a crença na arbitrariedade da vida à base de seu pensamento. Cioran graduou-se com uma tese sobre Henri Bergson; mais tarde, porém, renegaria Bergson, alegando que este não compreendera a tragédia da vida. Rejeitou também Heidegger dizendo "seu palavreado é mais original que o pensamento", em entrevista já idoso.
Algumas de suas ideias notáveis são o pessimismo (de Schopenhauer), ceticismo (de Montaigne), cinismo (de Diógenes), niilismo (de Nietzsche) e antinatalismo. Um jornal britânico o chamou de "o rei dos pessimistas", um francês de "arauto de miséria humana", e "o niilista que o século XX profetizou". Suicídio, morte, obsessão, vazio são temas recorrentes em sua obra, e se chamava aos dezenove anos de "especialista no problema da morte".

## Carreira na Romênia

### Berlim e Romênia

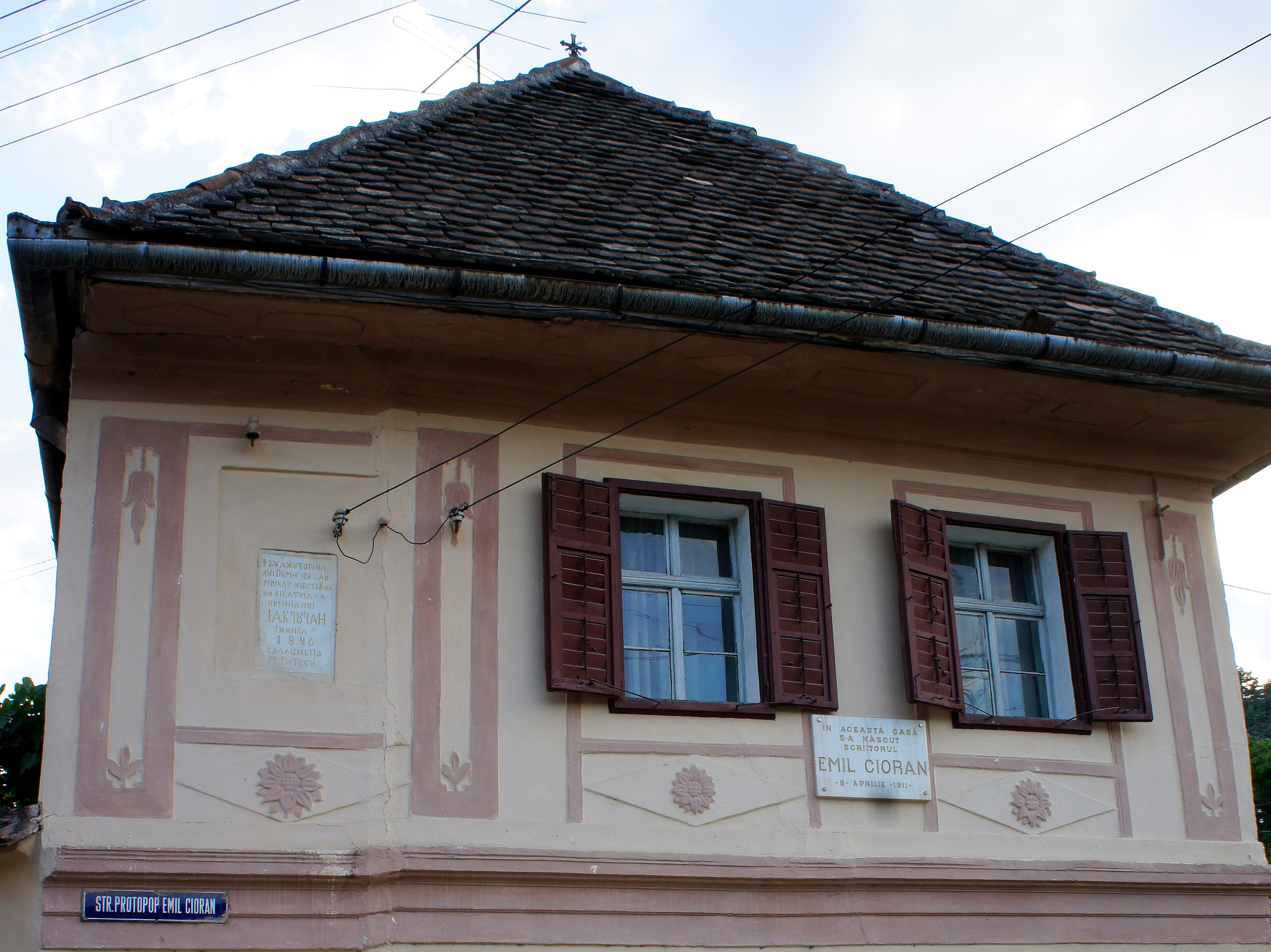
Casa onde nasceu, em Răşinari

Em 1933, ganhou uma bolsa de estudos para a Universidade de Berlim, onde teve contato com Nicolai Hartmann e Ludwig Klages. Em Berlim, interessa-se pelas ações do regime nazista, e colabora com uma coluna do Vremea abordando o assunto (aí Cioran confessa: "não há atualmente político que me desperte maior simpatia e admiração do que Hitler", e elogia a Noite das Facas Longas — "o que a humanidade teria a perder se a vida de alguns imbecis fosse suprimida?") e em carta endereçada a Petru Comarnescu descreve-se como um "hitlerista". Cioran tinha uma visão similar sobre fascismo italiano. Saudou as vitórias da Segunda Guerra Italo-Abissínia, ao afirmar que: "O fascismo é um choque, sem o qual a Itália é um compromisso comparado à Romênia de hoje".
O primeiro livro de Cioran, Sur les cimes du désespoir (No Auge do Desespero, traduzido mais precisamente como: "Nos Cumes do Desespero") foi publicado na Romênia em 1934 e condecorado com o Commission’s Prize e com o Young Writers Prize como sendo um dos melhores livros escritos por autor jovem inédito. Sucederam-se: O Livro das Desilusões (1935), A Transfiguração da Romênia (1936) e Lágrimas e Santos (1937), também publicados na Romênia. Embora não tenha sido membro efetivo, na Romênia, Cioran começou a se interessar pelas ideias propagadas pela Guarda de Ferro — uma organização ultradireitista, cuja ideologia nacionalista ele apoiou até os início da Segunda Guerra Mundial, apesar de supostamente desaprovar seus métodos violentos. Mais tarde renega esse movimento do qual aproximou-se na juventude, criticando os movimentos de direita e fascistas como sendo paixões e doenças da juventude.
Cioran foi crítico de si mesmo nesse aspecto na segunda edição de A Transfiguração da Romênia, publicada nos anos 1990, eliminando do texto várias passagens que ele considerou extremistas ou "pretensiosas e estúpidas". A obra expressava simpatia pelo totalitarismo, tema também presente em vários artigos publicados por Cioran nessa época, e que visava estabelecer a "urbanização e a industrialização" como "duas obsessões de um povo emergente". Marta Petreu, em seu livro An Infamous Paste: E.M. Cioran and the Rise of Fascism in Romania, publicado em inglês no ano de 2005, faz uma profunda análise da obra de Cioran. Cioran faz também uma crítica fortíssima a si mesmo a aos movimentos fascistas - com os quais se relacionou quando jovem - no texto autobiográfico "Meu País", onde condena-se por "morrer de paixão por seu país".
No entanto, foi difícil conciliar suas primeiras necessidades de modernização com o tradicionalismo militar. Em 1934, Cioran escreveu: "Acho que o nacionalismo fértil, criativo e vigoroso da Romênia só pode ser um tipo de nacionalismo que não só descarte a tradição, como também renegue-a e derrote-a". A desaprovação do que ele via como características essencialmente romenas estavam presentes em suas obras ("Em todas as máximas, todos os provérbios, todas as reflexões, nosso povo expressa a mesma timidez diante da vida, a mesma hesitação, a mesma resignação… […] Os truísmos do cotidiano romeno são alienantes."), que foram criticadas pela revista ultradireitista Gândirea (seu editor, Nichifor Crainic, referia-se à "A Transfiguração da Romênia" como sendo um "sangrento e impiedoso massacre da atual Romênia, sem [poupá-la] sequer do matricídio e do sacrilégio"), e também por vários artigos da Guarda de Ferro.
Após voltar de Berlim (1936), Cioran lecionou Filosofia no colégio "Andrei Şaguna", em Braşov, por um ano. Em 1937, foi morar em Paris , após conseguir uma bolsa de estudo no Institut Français de Bucarest, a qual seria prolongada até 1944. Após passar um curto período em sua terra natal (de novembro 1940 a fevereiro 1941), Cioran não mais retornou; nesta sua última estada na Romênia, ele deu sinais de ter estreitas relações com a Guarda de Ferro (Garda de Fier), força dominante na época (veja o artigo sobre o Estado Nacional Legionário) — em 28 de novembro, ele fez um discurso na Rádio Romena, controlada pelo estado, baseado no retrato de Corneliu Zelea Codreanu, o principal líder deste movimento, que morrera dois anos antes (louvando-o por ter ele e a Guarda de Ferro, entre outros, "dado aos romenos um objetivo").
Começou a escrever seu último livro em romeno, "The Passionate Handbook", em 1940. Essa obra só foi concluída em 1945.
Mais tarde Cioran renunciaria não só ao seu amor platônico pela Guarda de Ferro, como também às suas ideias nacionalistas, passando a expressar frequentemente seu arrependimento por seu envolvimento emocional nessas causas. Por exemplo, em uma entrevista, dada em 1972, ele condenou tais ideias, referindo-se a elas como "um complexo de movimentos; mais do que isto, uma corrente e uma seita doentias", e admitiu: "Eu descobri então […] o que significa ser levado por uma corrente sem o menor traço de convicção. […]. Hoje estou imune a esse tipo de coisa." as well as from various Iron Guard papers.

## Carreira na França

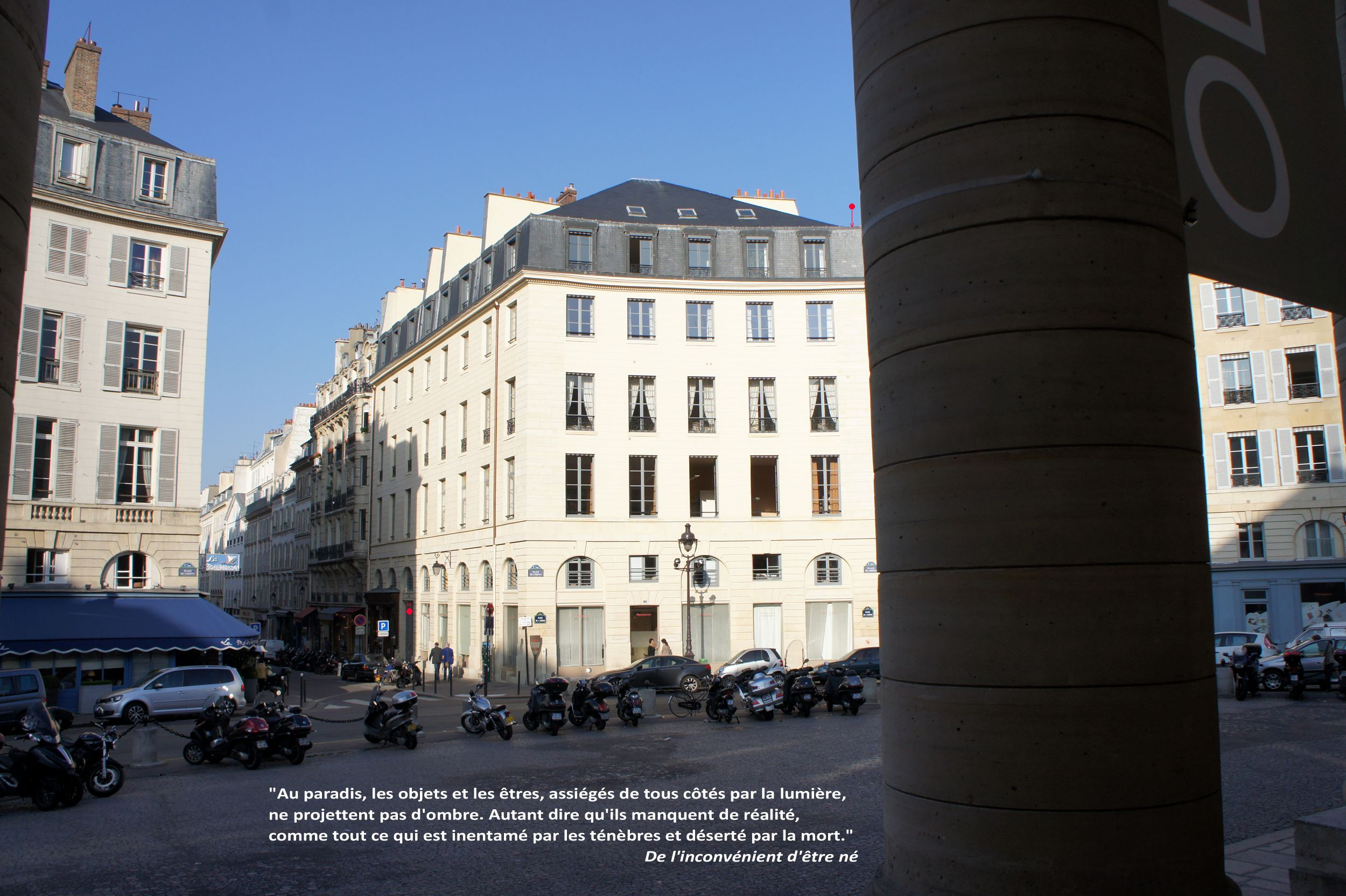
21 rue de l'Odéon

O ano de 1937 registra a partida de Cioran para a França, tendo conseguido uma bolsa escolar no Institut Français de Bucarest. Desde o momento de sua partida, Cioran publicou apenas livros em francês (que foram muito apreciados, não só por seu conteúdo, como também por seu estilo repleto de lirismo e pela sofisticação da linguagem). De fato, ele se recusava a escrever em romeno, acentuando a tal ponto o desligamento de seu país, que até as cartas enviadas aos familiares eram escritas em francês.
Em 1949, publicou seu primeiro livro em francês, Précis de décomposition (Breviário de Decomposição), pela Gallimard — editora que viria a publicar a maioria de seus livros posteriormente — e foi condecorado com o Prêmio Rivarol em 1950. Mais tarde, Cioran passou a recusar todos os prêmios literários que lhe eram conferidos. Cioran estabeleceu residência permanente no Quartier Latin de Paris. Viveu a maior parte de sua vida isolado, evitando o contato com o público. Apesar disto, tinha muitos amigos, com quem frequentemente conversava, tais como Mircea Eliade, Eugène Ionesco, Paul Celan, Samuel Beckett e Henri Michaux.

## Morte

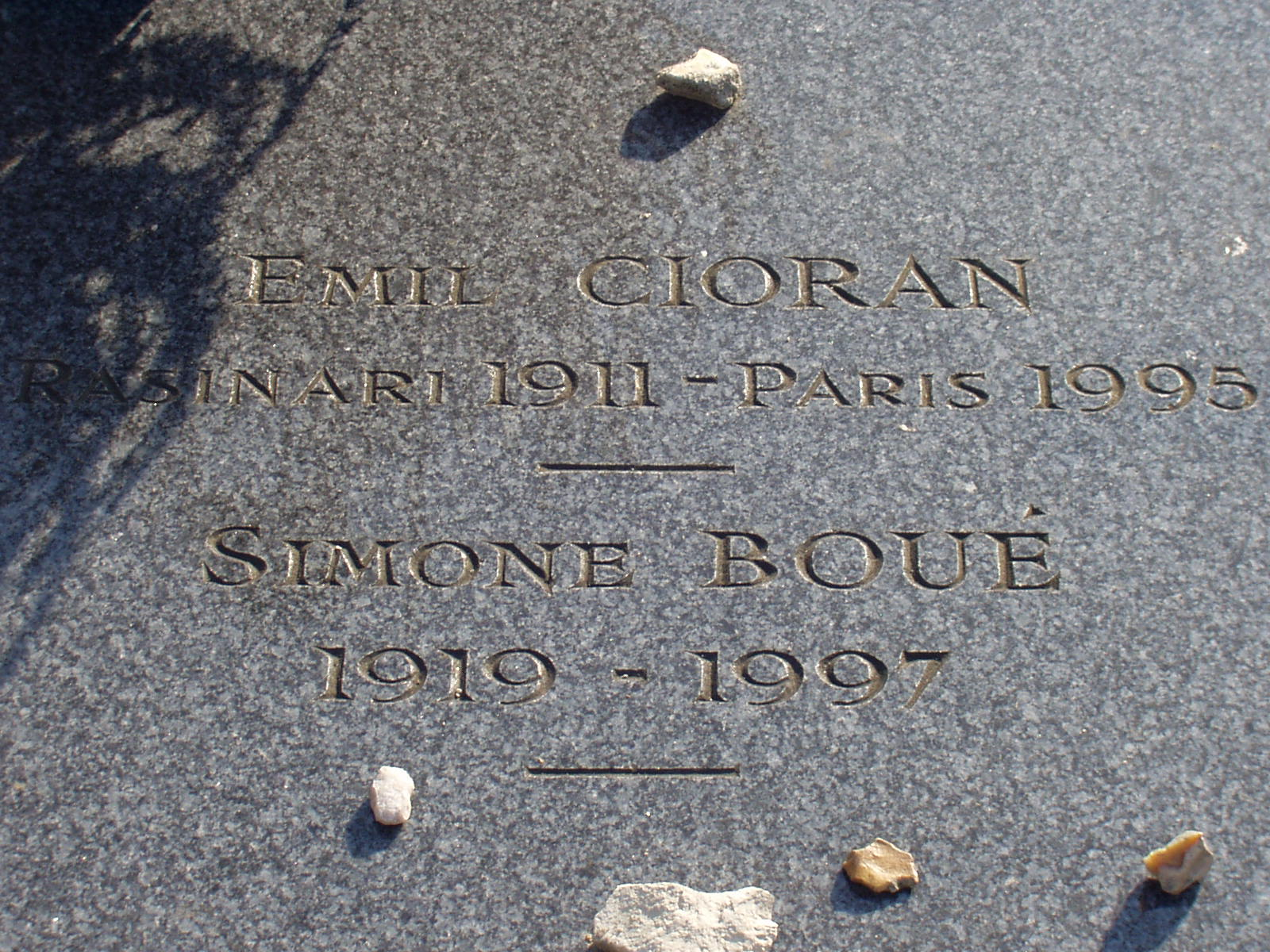
Túmulo de Cioran no Cemitério do Montparnasse, em Paris

Cioran morreu em 20 de junho de 1995, em Paris, aos 84 anos, em decorrência da doença de Alzheimer. Ele foi sepultado no Cemitério do Montparnasse, em Paris.

## Estilo e temas principais
Exaurindo seu interesse pela filosofia conservadora, já na juventude, Cioran criticava o pensamento sistemático e a especulação abstrata, defendendo as reflexões pessoais e o lirismo apaixonado. "Não invento nada; simplesmente, sou o mensageiro das minhas sensações", afirmaria mais tarde.
O Pessimismo marcaria seus trabalhos posteriores, com visíveis traços críticos voltados para a sua infância (em 1935, sua mãe teria dito a ele que, se soubesse que seria tão infeliz, tê-lo-ia abortado). O pessimismo de Cioran, porém (que pode ser chamado de ceticismo, ou mesmo niilismo), é capaz de existir, permanecendo, em seu particular modo de ser, alegre; não é um pessimismo que remonte às suas simples origens, ao questionamento das origens individuais. Quando a mãe de Cioran lhe falou sobre o aborto, ele admitiu que aquilo não o perturbou, e sim despertou dentro dele uma sensação extraordinária, que o levou a uma visão maior sobre a natureza da existência ("Eu sou apenas um acidente. Por que levar isso tão a sério?" — diria ele mais tarde, ao referir-se a este incidente).
Suas obras retratavam frequentemente uma atmosfera de tormento e tortura, situações que Cioran viveu e que vieram a ser dominadas pelo lirismo, sempre propenso a expressar sentimentos violentos. Os livros que escreveu em romeno, quando jovem, identificam-se mais com esta característica. Preocupado com a questão da morte e do sofrimento, ele foi atraído pela ideia do suicídio, acreditando ser esta uma ideia que poderia ajudar um indivíduo a continuar vivendo, uma ideia que ele explorou profundamente em seu livro "Sur les cimes du désespoir" (Nos Cumes do Desespero). O tema da alienação do homem, o mais proeminente dos temas existenciais apresentados por Jean-Paul Sartre e Albert Camus, é assim formulado, em 1932, pelo jovem Cioran: "Seria a existência o nosso exílio e o vazio a nossa pátria?". As obras de Cioran abrangem também muitos outros temas como: o pecado original, o sentido trágico da história, o fim da civilização, a negação da consolidação pela fé, a obsessão do absoluto, a vida com expressão do exílio metafísico do homem, etc. Ele era um pensador apaixonado pela história, a qual estudou profundamente na universidade; leu os autores relacionados com os períodos tidos como "decadentes". Autores como Oswald Spengler influenciaram a filosofia política de Cioran, ao oferecerem reflexões gnósticas sobre o destino do homem e das civilizações. De acordo com Cioran: "uma vez que o homem se mantém em contato com suas origens e não se dissocia de si próprio, ele resiste à decadência. Hoje, o homem caminha para a sua própria destruição por meio da auto-objetivação, da produção e reprodução impecáveis, do excesso de auto-análise e transparência, por meio de um triunfo artificial".
No que diz respeito a Deus, Cioran observou que "sem Bach, Deus seria apenas um mero coadjuvante" e que "a música de Bach é o único argumento que prova que a criação do universo não pode ser vista como um grande erro."
William H. Gass se referia à obra de Cioran como "um romance filosófico sobre temas modernos como: a alienação, o absurdo, a futilidade, a decadência, a tirania da história, a vulgaridade das mudanças, a consciência como agonia, a razão como doença". Ironicamente, Cioran ficou famoso quando começou a escrever em francês, um idioma com o qual brigava desde a juventude. O uso do idioma adotado raramente foi tão contundente quanto o uso do idioma romeno, este último oferecia os recursos da originalidade de entonação. No Brasil estudiosos como José Thomas Brum, Paulo Jonas Piva, Rossano Pecoraro se dedicaram a traduzir várias obras de Cioran buscando inserir, através de artigos científicos e livros, o seu pensamento na tradição filosófica contemporânea.

## Manuscritos
Após a morte de Simone Boué, companheira de Cioran durante boa parte de sua vida, uma série de manuscritos (cerca de 30 cadernos), escritos por ele, foram encontrados por um negociante no apartamento onde moraram, e este homem tentou leiloá-los, em 2005. No entanto, por decisão do Tribunal de Apelação de Paris, sua comercialização foi vetada; este processo ainda se encontra pendente na França. Entre esses manuscritos, em sua maioria rascunhos de trabalho já publicados, foi encontrado um diário inédito, descrevendo sua vida após 1972 (ano em que se encerram os cadernos). O documento é de grande interesse para leitores e editores, e é provavelmente o último trabalho não publicado de Cioran.

## Obras principais
Em português do Brasil
- Nos Cumes do Desespero, tradução do romeno de Fernando Klabin, Editora Hedra, 2012.
- O Livro das Ilusões, tradução de José Thomaz Brum, Editora Rocco, 2014.
- Breviário de Decomposição, tradução do francês de José Thomaz Brum, Editora Rocco, 2011.
- Silogismos da Amargura, tradução do francês de José Thomaz Brum, Editora Rocco, 2011.
- História e Utopia, tradução do francês de José Thomaz Brum, Editora Rocco, 2011.
- Exercícios de Admiração, tradução do francês de José Thomaz Brum, Editora Rocco, 2011.
- Antologia do Retrato: de Saint Simon a Tocqueville, tradução de José Laurênio de Melo, Editora Rocco, 1994.

Em português de Portugal
- A Tentação de Existir, tradução do francês de Miguel Serras Pereira e Ana Luísa Faria, Relógio d'Água Editores, 1988.
- História e Utopia, tradução do francês de Miguel Serras Pereira, Bertrand Editora, 1994.
- Silogismos da Amargura, tradução do francês de Manuel de Freitas, Letra Livre, 2009.
- Do Inconveniente de Ter Nascido, tradução do francês de Manuel de Freitas, Letra Livre, 2010.
- História e Utopia, tradução do francês de Miguel Serras Pereira, Letra Livre, 2014.
- Nos Cumes do Desespero, tradução do francês de Jorge Melícias, Edições 70, 2020
- Breviário da Decomposição, Edições 70, 2022
- Lágrimas e Santos, Edições 70, 2022

Em romeno
- Pe culmile disperării (literally On the Summits of Despair; translated "On the Heights of Despair"), Editura "Fundaţia pentru Literatură şi Artă", Bucharest 1934.
- Cartea amăgirilor, Bucharest 1936.
- Schimbarea la faţă a României ("The Transfiguration of Romania"), Bucharest 1936
- Lacrimi şi Sfinţi ("Tears and Saints"), "Editura autorului" 1937.
- Îndreptar pătimaş ("The Passionate Handbook") , Humanitas, Bucharest 1991.

Em francês
- Mon pays/Ţara mea ("My country", written in French, the book was first published in Romania in a bilingual volume), Humanitas, Bucharest, 1996
- Précis de décomposition ("A Short History of Decay"), Gallimard 1949
- Syllogismes de l'amertume (tr. "All Gall Is Divided"), Gallimard 1952 (tr. Silogismos da Amargura. Letra Livre. Lisboa, 2009)
- La tentation d'exister ("The Temptation to Exist"), Gallimard 1956 English edition: ISBN 0-226-10675-6 (tr.Tentação de Existir. Relógio D´Água. Lisboa, 1998)
- Histoire et utopie ("History and Utopia"), Gallimard 1960 (tr. História e Utopia. Bertrand. Lisboa, 1994)
- La chute dans le temps ("The Fall into Time"), Gallimard 1964
- Le mauvais démiurge (literally The Poor Demiurge; tr. "The New Gods"), Gallimard 1969
- De l'inconvénient d'être né ("The Trouble With Being Born"), Gallimard 1973
- Écartelèment (tr. "Drawn and Quartered"), Gallimard 1979
- Exercices d'admiration 1986, and Aveux et anathèmes 1987 (tr. and grouped as "Anathemas and Admirations")
- Cahiers ("Notebooks"), Gallimard 1997